# Antitrygodes divisaria
Antitrygodes divisaria är en fjärilsart som beskrevs av Walker 1861. Antitrygodes divisaria ingår i släktet Antitrygodes och familjen mätare. Inga underarter finns listade i Catalogue of Life.

## Bildgalleri

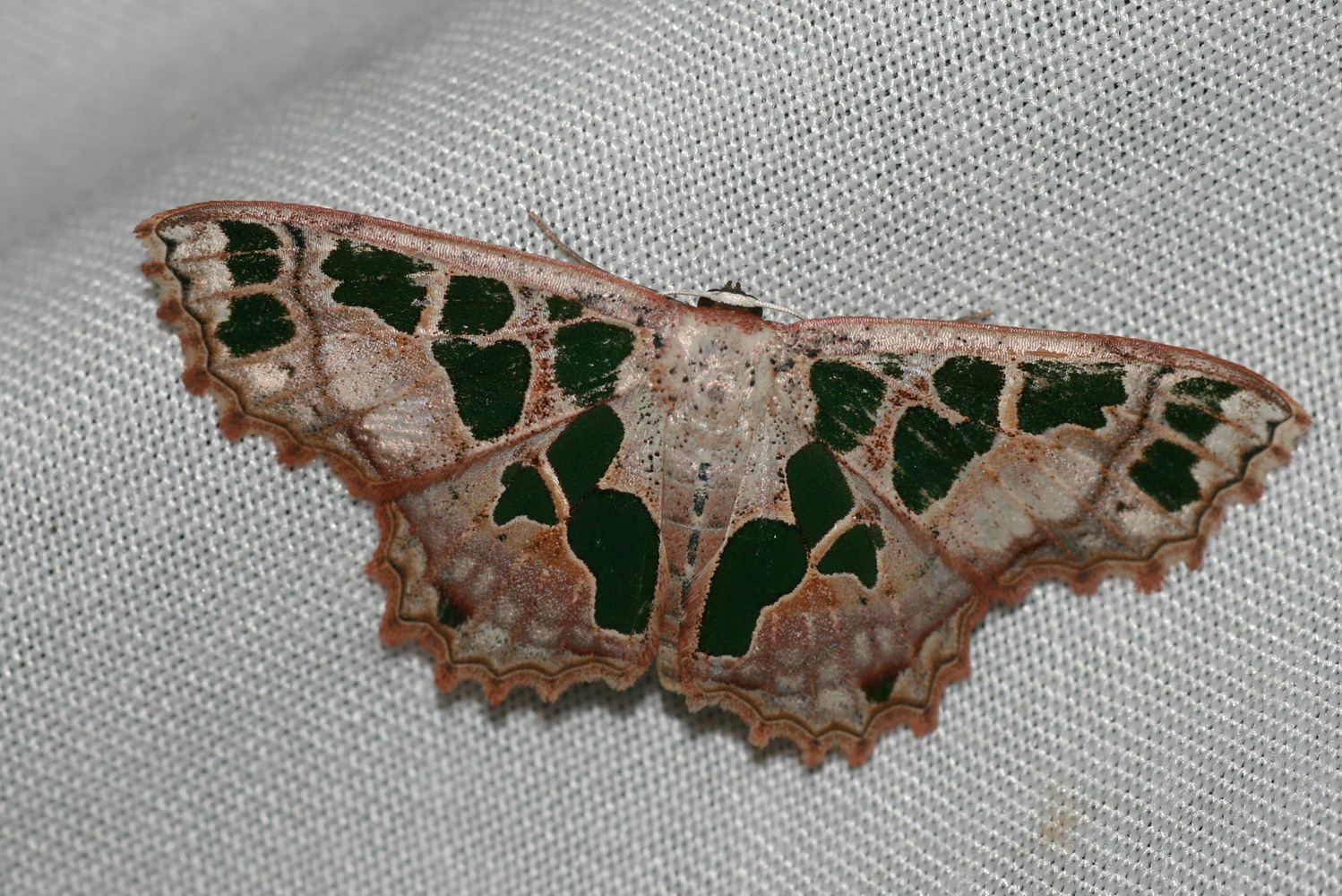
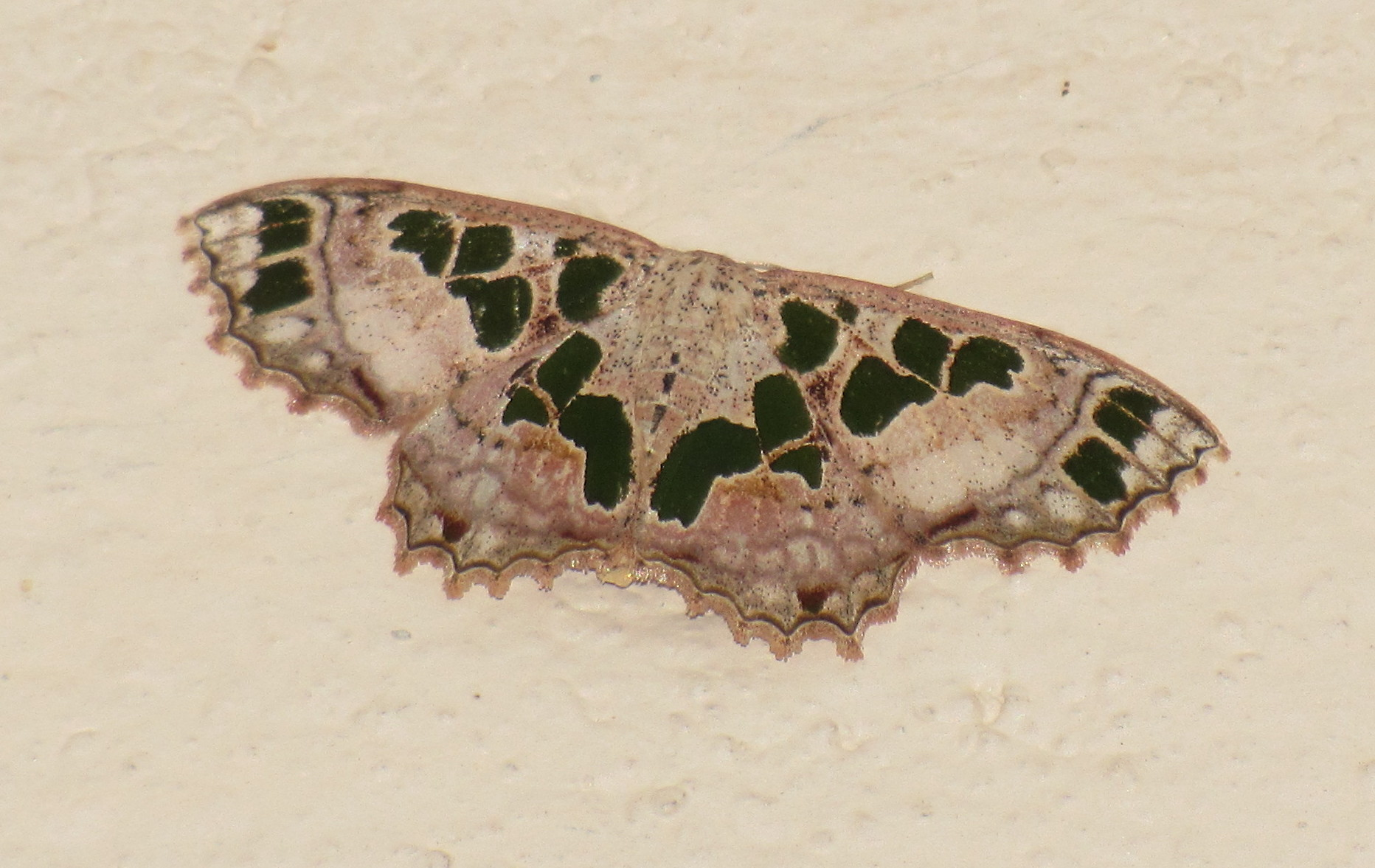